# 拉昂地区蒙斯
拉昂地区蒙斯（法語：Mons-en-Laonnois，法語發音：[mɔ̃s.ɑ̃.lɑ̃nwa] 或 法語發音：[mɔ̃s.ɑ̃.lanwa]）是法国上法兰西大区埃纳省的一个市镇，属于拉昂区和拉昂第一县。该市镇2009年时的人口为1,152人。

## 人口
拉昂地区蒙斯人口变化图示
| 数据来源：INSEE |